# Караманико Терме
Карама̀нико (на италиански: Caramanico Terme) е село и община в Южна Италия, провинция Пескара, регион Абруцо. Разположено е на 650 m надморска височина. Населението на общината е 2032 души (към 2010 г.).